# Drapeau non officiel
Un drapeau non officiel est, soit un drapeau en usage mais sans statut officiel, soit une création apparaissant dans diverses publications.

## Exemples

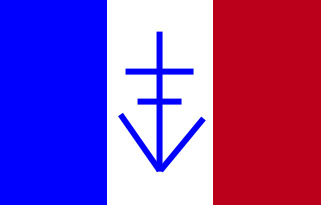
Drapeau non officiel de la France libre.
Drapeau non officiel de Saint-Pierre-et-Miquelon.
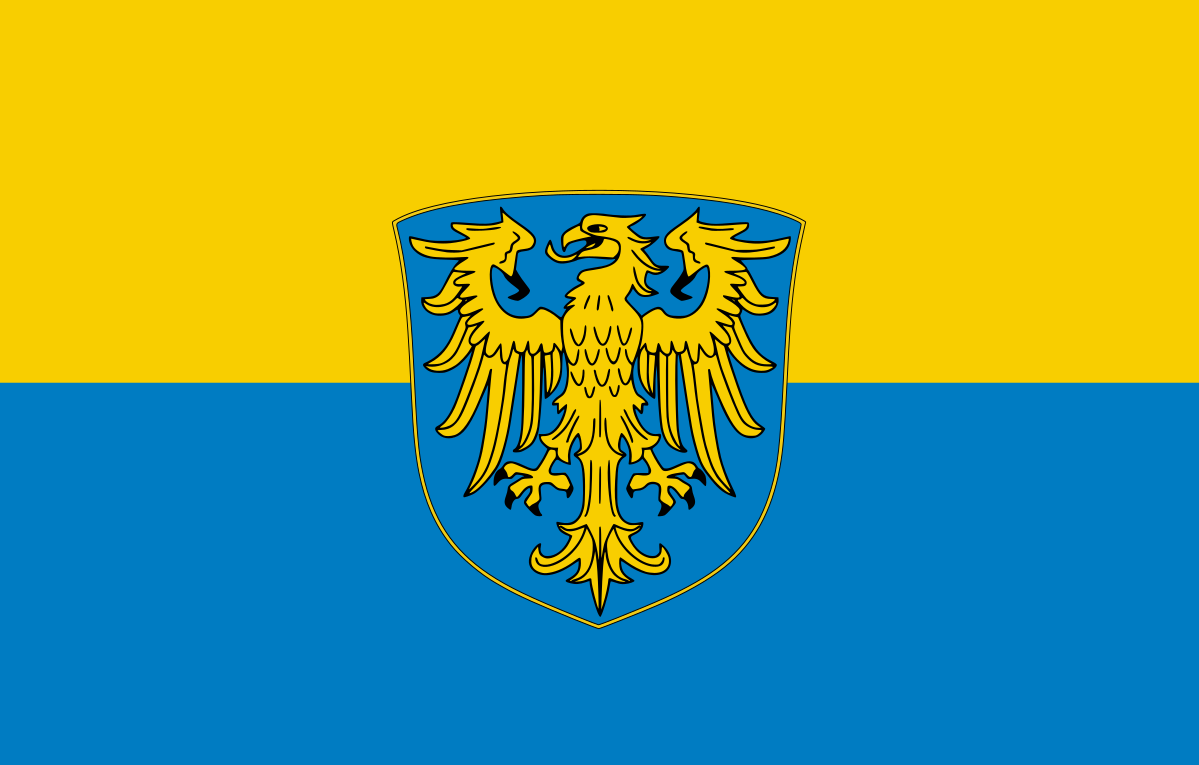
Haute-Silésie
Drapeau des finlandais de langue suédoise.
Drapeau des États-Unis avec 51 étoiles (intégrant Porto Rico).
Projet pour la Corée unifiée.
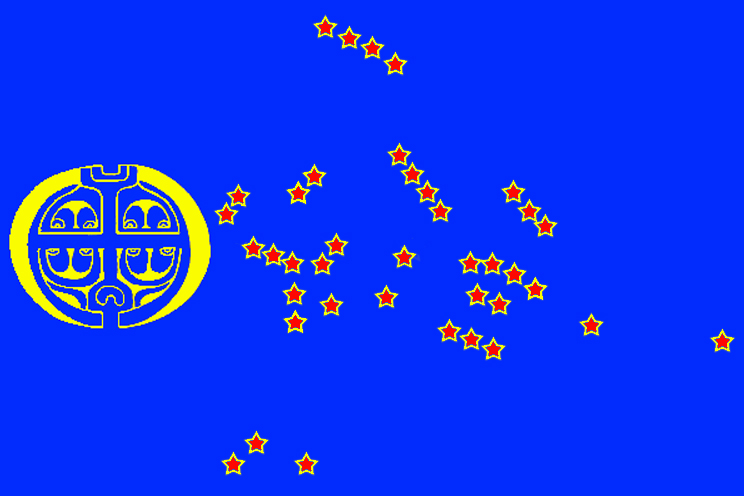
Drapeau pour une Polynésie unie, proposé par Herb Kawainui Kāne de Hawaii.
Drapeau Maori, Nouvelle-Zélande.
Île du Nord, Nouvelle-Zélande.
Île du Sud, Nouvelle-Zélande.
Drapeau  des Îles Chatham, Nouvelle-Zélande.
Drapeau de l'Antarctique de G. Bartram.
Drapeau de l'Antarctique de Whitney Smith.
Drapeau de la Terre, proposé par la Nasa[1].